# Рувики (российский сайт)
«Руви́ки» — российская коммерческая онлайн-энциклопедия, созданная в 2023 году с целью манипулирования контентом в угоду политической конъюнктуре российских властей.
При создании проекта 1,9 миллиона статей были скопированы из русской Википедии. Некоторые из них были изменены для соответствия требованиям российской цензуры. Впоследствии были запущены разделы на других языках народов России.
Основателем и генеральным директором проекта является бывший участник русской Википедии Владимир Медейко, вскоре после создания бессрочно заблокированный во всех проектах Wikimedia Foundation.
Источники финансирования и бенефициары проекта скрыты. Однако, согласно расследованию «Новой газеты Европа» в 2025 году, за созданием Рувики стоит Юрий Ковальчук, совладелец банка «Россия» и близкий друг Владимира Путина. Более ранние расследования указывали также на возможную связь «Рувики» со структурами банка «ВТБ».
В отличие от некоммерческой Википедии, Медейко и его инвесторы заявляют о коммерческом характере деятельности проекта и рассчитывают на получение прибыли от размещения рекламы.
За два года с момента создания в проект было вложено около двух миллиардов рублей. На 2025 год компания, которая владеет Рувики, оставалась убыточной.

## История

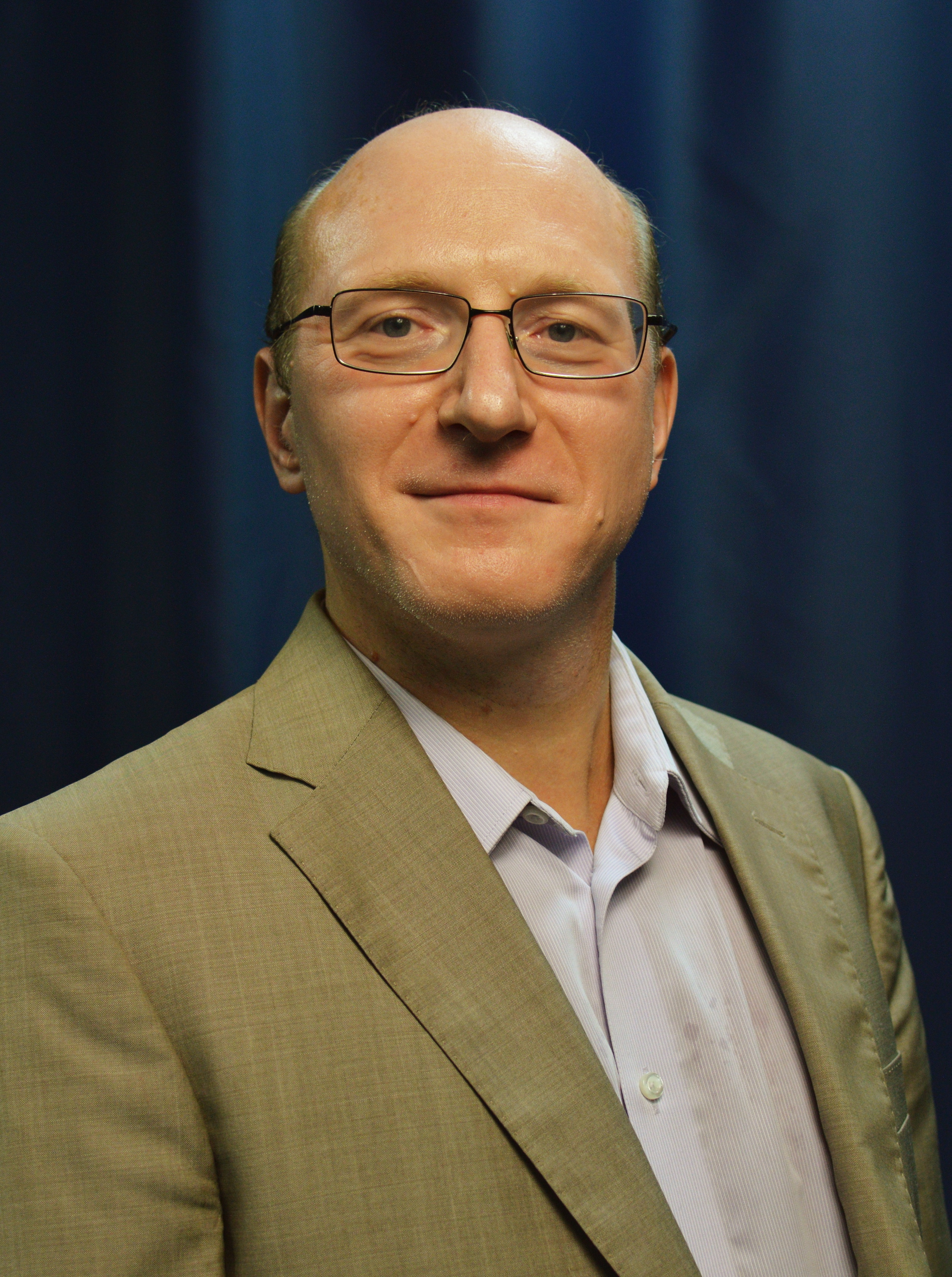
Медейко в 2021 году

### Анонс и реакция сообщества
Проект был создан Владимиром Медейко, который участвовал в русской Википедии с 2003 года, являлся одним из администраторов русской Википедии и директором некоммерческого партнёрства «Викимедиа РУ», призванного помогать разделам Википедии на языках народов России.
Создание проекта было анонсировано Медейко 24 мая 2023 года на Российском интернет-форуме, куда он был приглашён как директор «Викимедиа РУ». После этого Медейко был бессрочно заблокирован в русской Википедии и ушёл из «Викимедиа РУ» под угрозой снятия с должности. Причиной стал конфликт интересов: он работал над конкурирующим проектом, являясь администратором русской Википедии и директором «Викимедиа РУ». Некоторые участники русской Википедии были удивлены тем, что Медейко покинул проект, в котором принимал участие с 2003 года, и его словами о том, что причина ухода заключается в создании конкурента Википедии в угоду российскому правительству.
В конце мая 2023 года Станислав Козловский, занимавший на тот момент должность исполнительного директора «Викимедиа РУ», заявил, что «любой может брать контент „Википедии“ и его использовать, это совершенно нормально. Ненормально использовать для этого полномочия директора „Викимедиа РУ“ и несколько лет этим заниматься совершенно тайно». По словам Медейко, работа над «Рувики» «велась не тайно, а непублично».

### Название
Название «Рувики» широко используется в рунете для обозначения именно самой русской Википедии, поэтому название нового проекта также вызвало критику со стороны википедистов.

### Хронология
По данным базы российских юридических лиц, автономная некоммерческая организация «Интернет-энциклопедия „Рувики“», которая является юридическим лицом проекта, была зарегистрирована 19 апреля 2023 года.
Бета-версия проекта «Рувики» была запущена 24 июня 2023 года на основе текстов статей из русской «Википедии», которая распространяется под свободной лицензией Creative Commons, допускающей использование исходных материалов, в том числе создание форков.
21 августа 2023 года без дополнительного анонса в «Рувики» была открыта регистрация авторов.
В декабре 2023 года было объявлено о подписании договора о долгосрочном сотрудничестве «Рувики» и музея Москвы.
15 января 2024 года было завершено бета-тестирование «Рувики» и состоялся официальный запуск, на момент запуска функционировали разделы на 12 языках России.
В начале 2024 года, по данным владельцев сайта, в «Рувики» насчитывались 1,94 млн статей на русском языке и суммарно 1,1 млн статей на других языках России.
В октябре 2024 года на портале был запущен механизм формирования ответов на вопросы на базе обученной на статьях «Рувики» нейросети YandexGPT, выдающей пользователю информацию, отсылки к соответствующим статьям-источникам и статьям для более полного ознакомления с темой. В том же месяце появилась информация о закрытии проекта по созданию Большой российской энциклопедии и планируемой передаче созданных в рамках проекта материалов порталу «Рувики».
В декабре 2024 года «Рувики» получил учреждённую РОЦИТ премию «Герои Рунета» за вклад в развитие научно-образовательных ресурсов российского сегмента Сети.

### Разделы на языках народов России
Существуют разделы «Рувики» на языках народов России, в частности, на башкирском, марийском, саха, татарском, чеченском, алтайском, тувинском, мокшанском, удмуртском, чувашском, эрзянском, бурятском, вепсском, ингушском, калмыцком, языке коми, коми-пермяцком, ливвиковском хакасском и горномарийском языках.

## Описание

Визуализация интерфейса одной из статей проекта, подвергшейся вандализму

### Копирование статей русской Википедии
При запуске бета-версии в июне 2023 года в «Рувики» были использованы 1,91 миллиона статей на русском языке, целиком скопированных из «Википедии» по состоянию на 1 мая 2023 года. Таким образом, «Рувики» и «Википедия» различаются изменениями, внесёнными в статьи «Википедии» после этой даты, в том числе содержимым тех статей, что были изменены для соответствия требованиям российской цензуры.

### Финансирование
Достоверных данных об источнике финансирования проекта нет. Владимир Медейко сообщает о наличии частных инвесторов, но не раскрывает их, указывая на наличие соответствующей договорённости с инвесторами. По словам Владимира Медейко, проект получает деньги от достойных инвесторов, с которыми ему приятно сотрудничать, которые понимают задачи «Рувики» и разделяют цели проекта. Правки нескольких администраторов, сделанные в статье про Наилю Аскер-Заде, а также некоторые другие факты указывают, по мнению создателей проекта «Викиганда», на возможную связь «Рувики» со структурами банка «ВТБ».
Расследование, опубликованное «Новой газетой Европа» в 2025 году, показало, что главным бенефициаром создания проекта вероятно является Юрий Ковальчук, близкий друг Владимира Путина по кооперативу Озеро. Рувики стал частью большой группы компаний совладельца банка Россия, которая включает в себя и другие медиаресурсы, такие как VK Group, Национальная Медиа Группа и News Media Holding.
Заявляется, что деньги были выделены с расчётом на будущую окупаемость и коммерческую успешность проекта: если сайт станет популярным, можно будет зарабатывать на рекламе. Владимир Медейко отмечает, что инвесторы рассчитывают на прибыль, но им очень интересно то, что реализуется в «Рувики» — свободный контент, доступ человечества к знаниям. На второй год после создания, согласно бухгалтерской отчётности, компания остаётся убыточной, а размер инвестированных в неё средств составляет около 2 миллиардов рублей.

### Реклама
«Рувики» развернула активную рекламную кампанию: закупает рекламу у популярных блогеров (например, Александра Пушного, на канале «Космос просто»), с весны 2024 года рекламируется на многочисленных уличных баннерах в 19 городах России (включая Москву, Ростов-на-Дону, Омск, Красноярск), а один из составов Сокольнической линии Московского метрополитена был на 6 месяцев оформлен как тематический «Познавательный поезд Рувики». Также в поддержку наружной рекламы были разработаны схожие по стилистике баннеры для демонстрации на цифровых платформах. Интересные факты появились на главной странице «Яндекса», на сайтах «Лента.ру», Gismeteo, «Афиша» и других. Один из сотрудников «РуВики» рассказал изданию «Точка», что авторы, пишущие статьи в Рувики за оплату, также рекламируют сайт в социальных сетях, оставляя положительные однотипные комментарии с фейковых профилей.
В июне 2025 года «Рувики» начали рекламировать на портале «Госуслуги».

## Цензура и пропаганда
Лектор Сиднейского университета Ольга Бойчак полагает, что создание «Рувики» является одним из результатов усилий российского правительства по ограничению свободы слова в стране под предлогом защиты цифрового суверенитета и идеальным примером «балканизации» интернета — образования некоего своего, ограниченного, отделенного информационного пространства, которое легко отрезать от международного контента и цензурировать для распространения правительственной точки зрения.
На момент бета-теста в июне 2023 года в «Рувики», в отличие от русской Википедии, было закрыто редактирование участниками-добровольцами, при этом Медейко планировал открыть редактирование большинства статей для участников-добровольцев в будущем, а также создать экспертный совет для проверки материалов. Хотя редактирование было открыто в августе 2023 года, содержимое проверяется неразглашаемым составом предположительно контролируемых правительством РФ «экспертов» для исправления «ошибок» и «сложных» для правительства РФ вопросов с целью оправдать российское вторжение в Украину и скрыть военные преступления РФ, совершаемые в ходе её войны с Украиной.
По словам Медейко, в «Рувики» предполагалось соблюдение как российского законодательства, так и принципа изложения с нейтральной точки зрения. Утверждалось, что в проекте нет цензуры, а контент может быть посвящён любой тематике, если не нарушает законодательства Российской Федерации. Однако в интернет-сообществе создание «Рувики» было воспринято как «подцензурный аналог Википедии». Отмечается, что суть концепции «Рувики» проявляется в статьях, посвящённых современной политике (в первую очередь, внешней политике России). Акценты при этом смещены в максимально противоположную от статей Википедии сторону.
При создании «Рувики» из числа статей, взятых из русской Википедии, были удалены статьи на темы, которые цензурируются российскими властями, такие как резня в Буче и речёвка «Путин — хуйло!». В статье «Рувики» о ЧВК «Вагнер» не упоминается информация о произошедшем в июне мятеже, а в статье о вторжении России на Украину не используется слово «вторжение», взамен используется выражение «военная операция». Изучившие в январе 2024 года массив статей в «Рувики» журналисты «Вёрстки» обнаружили в некоторых статьях упоминания российской оккупации городов Украины, спорного статуса Крыма и ссылки на источники, признанные в России «иноагентами» и «нежелательными организациями». Всего через несколько часов после выхода статьи все упоминания об оккупации украинских территорий и спорном Крыме из указанных в публикации статей «Рувики» убрали. Заготовки двух статей с названиями «Истязание, кастрация и убийство военнопленного в санатории «Приволье»» и «Дворец Путина» были удалены администраторами, один из которых ранее правил статью о журналистке Наиле Аскер-Заде, убрав из текста слово «пропаганда» и упоминание внебрачного партнёра Аскер-Заде — главы ВТБ Андрея Костина.
Также зачистке в «Рувики» подверглась статья о романе «1984» британского писателя Джорджа Оруэлла, сюжет которого многие обозреватели сравнивали с происходящим в путинской России. Так, из статьи было удалено описание Министерства правды: «Министерство правды („миниправ“), место работы главного героя романа, занимается непрерывной фальсификацией различной исторической информации (статистических данных, исторических фактов) на всех уровнях информирования населения: в СМИ, книгах, образовании, искусстве, спорте. Даже в шахматах: так, в конце романа Уинстон решает шахматный этюд по книге, где указаны невозможные ходы». Была отредактирована статья «Аварийная посадка A321 под Жуковским», которая описывает инцидент с посадкой гражданского самолёта на кукурузном поле в 2019 году, за которую российский президент Владимир Путин наградил экипаж медалями, командиру судна и второму пилоту присвоены звания Героев России, а остальным членам экипажа вручены ордена Мужества: в «Рувики» была удалена критика действий экипажа самолёта со стороны авиаэкспертов. В статье о Евгении Пригожине среди прочего была удалена информация о вербовке Пригожиным российских заключённых для войны с Украиной. Была удалена и критика самой энциклопедии «Рувики» в посвящённой ей статье.
Сильно сокращены статьи Права человека в России, Свобода слова в России, Цензура в России, Политический заключённый.
Еженедельник The Economist в статье, посвященной проекту, отмечает, среди прочего:
- В статье «Херсон» не упоминаются ни бои за город в 2022 году, ни российские обстрелы после деоккупации.
- В статье о катынском расстреле польских офицеров выражается сомнение в подлинности документов, доказывающих роль НКВД.
- Все упоминания Алексея Навального называют последнего не оппозиционером, а блогером.

В некоторый период в апреле 2024 года отслеживание правок было затруднено: из истории правок исключался функционал, позволяющий сравнивать две произвольные версии статьи.
Рувики — цензура в чистом виде, это не коллектив авторов, а коллектив цензоров, который должен подчистить Википедию.научный журналист Александр Сергеев

### Антиукраинская пропаганда

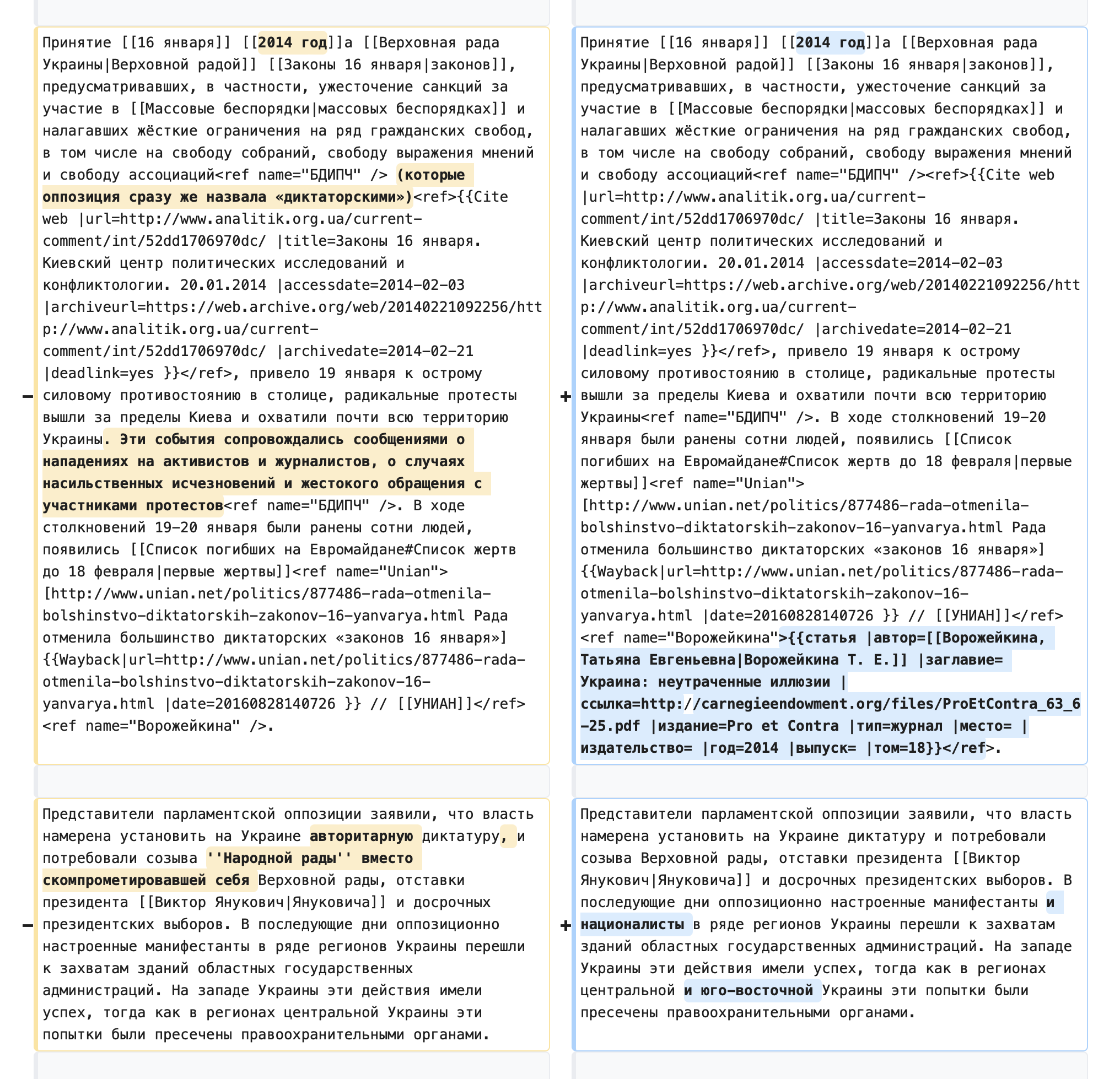
Изменения статьи о Евромайдане в «Рувики», произошедшие после импорта оригинального текста из Википедии

В статьях «Рувики» искажены факты: Голодомора не существовало, в Украину не входят Крым, Донецкая, Луганская, Херсонская и Запорожская области, солдаты НАТО воюют с Россией в спровоцированной НАТО войне, а убийства и пытки более 400 украинцев под Бучей описываются как «провокация», которую невозможно проверить.
Наиболее чувствительные моменты истории были удалены редакторами из статей «Рувики» или переписаны; затрагивающие чувствительные вопросы путинской идеологии статьи, в том числе касающиеся войны на Украине, были существенно изменены. Журналист Илья Давлятчин отмечает, что в «Рувики» статьи по теме Украины и связанные с ней темы и события представляют собой отдельный пропагандистский пласт: статьи нередко кардинально переписываются, в некоторые из них добавляются отсутствующие в исходных текстах фразы без ссылок на источники:
- в статье про неонацизм на Украине в «Рувики» утверждается, что неонацизм с 2014 года стал частью государственной политики на Украине;
- в статье про президента Украины Владимира Зеленского добавлен раздел «Роль в возвеличивании неонацизма на Украине»;
- статья про смену власти на Украине в феврале 2014 года называет её неконституционной, Евромайдан называется государственным переворотом с отсылкой к мнению «многих экспертов» и статье в пропагандистском СМИ РИА Новости; однако сам текст госагентства указаний на экспертов не содержит;
- статья про вторжение России на Украину почти полностью переписана с использованием нарративов российской пропаганды, в том числе и ложных. Факты излагаются выборочно — например, в статье в повествовании о предшествующей войне речи Владимира Путина не приводится заявления об обещании не оккупировать территорию Украины, которое впоследствии не было выполнено. Не упомянуты многие сопровождающие боевые действия события, в частности провалы российских планов (наступление на Киев, увеличение границы с НАТО). Массовые убийства мирного населения российскими военными в Буче названы инцидентом, статья содержит ложные сведения, при этом является нелогичной и внутренне противоречивой, из-за чего на её странице обсуждения даже появляются комментарии с предложением определиться в статье, являются ли события фейком или следствием действий «Азова»[46].

### Комментарии
1. ↑  Валерия Позычанюк, The Bell[3]:

«Как минимум у «Рувики», в отличие от русскоязычной «Википедии» (которая не получала финансирования от Wikimedia Foundation и жила на донаты меньше чем 10 тысяч рублей в месяц), деньги есть даже на маркетинг. Проект закупает рекламу у популярных блогеров (вот, например, энциклопедия рекламируется у Александра Пушного), а в московском метро ездит целый тематический «познавательный поезд».